# いて座イータ星
いて座η星は、いて座の恒星で3等星。
2等星のε星の南南西2.5°に位置し、また散開星団M7が西北西4.5°に位置している。

## 特徴
1879年にS.W.バーナムが15cm屈折望遠鏡で地球から見て離角3.6秒（発見時は2.8秒）の9等星を発見している。この星は主星と固有運動が共通しており、2つの星の距離は約100天文単位である。
これ以外に地球から見て離角33秒の13等星と離角93秒の10等星があるが、物理的な関係はない。

## 名称
アルカブ。